# Îndoială

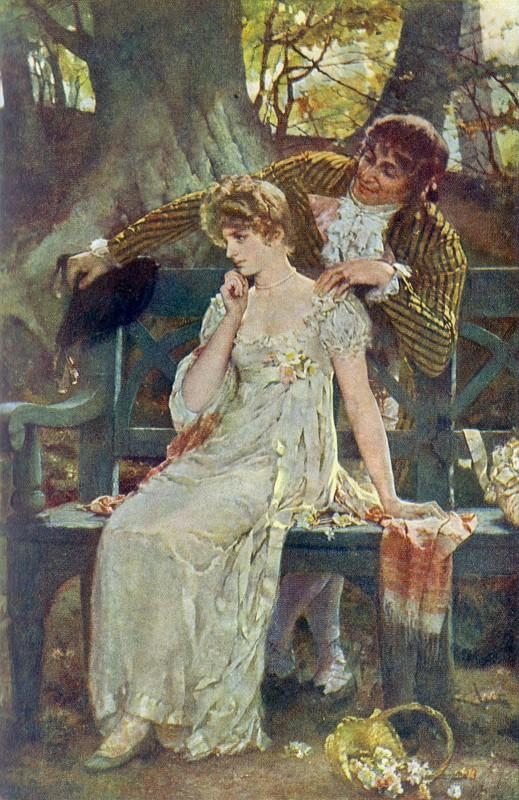
Îndoieli, Henrietta Rae, 1886

Îndoiala este starea dintre credință sau siguranță și neîncredere, implicând lipsa certitudinii.
Poate lua naștere în conștiința umană datorită experiențelor trăite care influențează 
comportamentul uman , distingerea dintre informațiile auzite ori văzute și realitatea observabilă pot face  ca o persoană să aibă îndoieli cea mai comună fiind despre originea vieții pe Terra.
În relațiile conjugale partenerii pot avea îndoieli cu privire la situația familiei în cazul în care există
comportamente bănuitoare.
Articolele din mass-media cu caracter controversat pot pune la îndoială credibilitatea presei.
Omul  pe măsură ce îmbătrânește se poate îndoi de propriile convingeri de natură spirituală, afectivă sau altfel cum ar fi conducerea politică a unei țări.   Sentimentul este comun cu pierderea încrederii sau descurajare. La nivel de proces mental copii se îndoiesc rareori de ceea ce li se spun rezultat din lipsa de experiență sau cunoaștere în contrast adulții sunt mai critici în gândire și mai „trecuți prin viață” capacitatea unui adult de a discerne între informațiile primite din exterior îl determină să fie convins (ferm)  sau să aibă îndoieli.

## Legături externe
- „Îndoială” la DEX online